# Institut national d'excellence en santé et en services sociaux
L'institut national d'excellence en santé et en services sociaux est l’autorité québécoise en matière de médicaments. Il a comme objectif de promouvoir les meilleurs résultats cliniques et l'optimisation des ressources du ministère de la santé. Il a été créé par la Loi sur l'Institut national d'excellence en santé et en services sociaux. 
La mission de l’INESSS consiste à promouvoir l’excellence clinique et l’utilisation efficace des ressources dans le secteur de la santé et des services sociaux. Bien qu’elles visent l’amélioration des soins et des services offerts à la population, les productions s’adressent avant tout au ministre et au ministère ainsi qu’aux gestionnaires et aux professionnel(le)s de la santé et des services sociaux. 